# LF System
LF System is een Schots muziekproducerend duo bestaande uit Conor Larkman en Sean Finnigan. Het duo is ontstaan in West Lothian, waar de heren voorheen werkten als dakbedekker en medewerker van een tankstation.

## Biografie
In 2021 bracht LF System haar eerste single getiteld Dancing Cliche uit. Het nummer is gebaseerd op Party People van Luther Vandross dat oorspronkelijk was uitgebracht door The Main Ingredient feat. Cuba Gooding sr.
In juli 2022 brak LF System door met de single Afraid to Feel. Het wist de eerste plaats te behalen in de UK Singles Chart en verkreeg een platina status bij de British Phonographic Industry.0 In de Nederlandse Top 40 weet Afraid to Feel de zevende plaats te behalen. Het nummer is gebaseerd op de track I Can't Stop (Turning on You) van het album Midnight Dancer van de jaren 70 soul band Silk. De vocals worden versneld en vertraagd gezongen door Louise Clara Marshall en de muziek wordt verder vertraagd ingezet ten opzichte van de origine single.
In de herfst van 2022 wordt opvolger Hungry (For Love) uitgebracht.

## Discografie
- "Dancing Cliché" (2021)
- "So Do You" (2021)
- "Afraid to Feel" (2022)
- "Hungry (For Love)" (2022)
- "Dancing Shoes (Take Me Higher) (2023)